# Палладийдиспрозий
Палладийдиспрозий — бинарное неорганическое соединение, интерметаллид
палладия и диспрозия
с формулой DyPd,
кристаллы.

## Получение
- Сплавление стехиометрических количеств чистых веществ:

{\displaystyle {\mathsf {Pd+Dy\ {\xrightarrow {1450^{o}C}}\ DyPd}}}

## Физические свойства
Палладийдиспрозий образует кристаллы
кубической сингонии,
пространственная группа P m3m,
параметры ячейки a = 0,4486 нм, Z = 2,
структура типа хлорида цезия CsCl
.
Соединение конгруэнтно плавится при температуре 1450 °C,
при температуре 770÷798°С происходит фазовый переход.